# ورزشگاه شهید هرندی
ورزشگاه شهید هرندی یک ورزشگاه فوتبال در جنوب شهر تهران است. این ورزشگاه در منطقه ۱۲ شهرداری تهران جای گرفته است. این ورزشگاه در گود حاج حسن نفری (در محدوده خیابان غار سابق) در نزدیکی میدان محمدیه و خیابان مولوی جای گرفته است. مساحت این ورزشگاه ۲۳۵۷۰ مترمربع و گنجایش ورزشگاه فوتبال آن نیز ۱۵٬۰۰۰ نفر است. از امکانات آن می‌توان به زمین فوتبال استاندارد، پیست دو و میدانی و سالن‌های کشتی، تنیس با جایگاه تماشاگران نام برد. 